# Macrotyloma
Macrotyloma (Макротилома) — род цветковых растений семейства бобовых. Относится к трибе фасолевых подсемейства мотыльковых. Включает три сельскохозяйственных культуры: Macrotyloma uniflorum (Lam.) Verdc., Macrotyloma axillare (E.Mey.) Verdc. (кормовая культура) и Macrotyloma geocarpum (Harms) Maréchal & Baudet. Незрелые и зрелые семена (бобы) вида Macrotyloma geocarpum очень питательны, являются важным источником растительного белка в рационе жителей Бенина в Западной Африке, семена вида Macrotyloma uniflorum — сельских жителей на Индийском субконтиненте.
Автор таксона — Бернард Вердкурт (1970). Таксон основан на базиониме, описанном шотландскими ботаниками Робертом Уайтом и Джорджем Арноттом.
Археоботанические источники сообщают о находках Macrotyloma, датируемых медным веком и неолитом, самые ранние из которых найдены в Индии, в Khujhun на плато Виндхья, хараппском местонахождении Burthana Tigrana в штате Харьяна, неолитических местонахождениях в Андхра и Карнатака. Культура Macrotyloma uniflorum широко представлена археологическими находками по всей Индии, начиная с середины или конца 3-го тысячелетия до н. э.
Включает виды:
- Macrotyloma africanum (Brenan ex R.Wilczek) Verdc.
- Macrotyloma axillare (E.Mey.) Verdc.
- Macrotyloma daltonii (Webb) Verdc.
- Macrotyloma densiflorum (Baker) Verdc.
- Macrotyloma ellipticum (R.E.Fr.) Verdc.
- Macrotyloma geocarpum (Harms) Maréchal & Baudet
- Macrotyloma maranguense (Taub.) Verdc.
- Macrotyloma oliganthum (Brenan) Verdc.
- Macrotyloma rupestre (Baker) Verdc.
- Macrotyloma stenophyllum (Harms) Verdc.
- Macrotyloma stipulosum (Baker) Verdc.
- Macrotyloma tenuiflorum (Micheli) Verdc.
- Macrotyloma uniflorum (Lam.) Verdc.

## Синонимы
Синонимы:
- Kerstingiella Harms